# Zellingen
Zellingen är en köping (Markt) i Landkreis Main-Spessart i Regierungsbezirk Unterfranken i förbundslandet Bayern i Tyskland.
Köpingen ingår i kommunalförbundet Zellingen tillsammans med köpingen Thüngen och kommunerna Himmelstadt och Retzstadt.